# Stattmatten
Stattmatten est une commune française située dans la circonscription administrative du Bas-Rhin et, depuis le 1er janvier 2021, dans le territoire de la Collectivité européenne d'Alsace, en région Grand Est.
Stattmatten se trouve dans la région historique et culturelle d'Alsace.

## Géographie

### Localisation
Les altitudes minimale et maximale de Stattmatten sont respectivement de 116 m et 122 m.	
Le territoire de la commune est limitrophe de ceux de 4 communes :
|            | Rountzenheim-Auenheim |            |
| Sessenheim | Stattmatten           | Fort-Louis |
|            | Dalhunden             |            |

### Hydrographie

#### Réseau hydrographique
La commune est dans le bassin versant du Rhin au sein du bassin Rhin-Meuse. Elle est drainée par la Moder,.
La Moder, d'une longueur de 82 km, prend sa source dans la commune de Zittersheim et se jette  dans le Rhin en rive gauche à Beinheim, après avoir traversé 29 communes. 

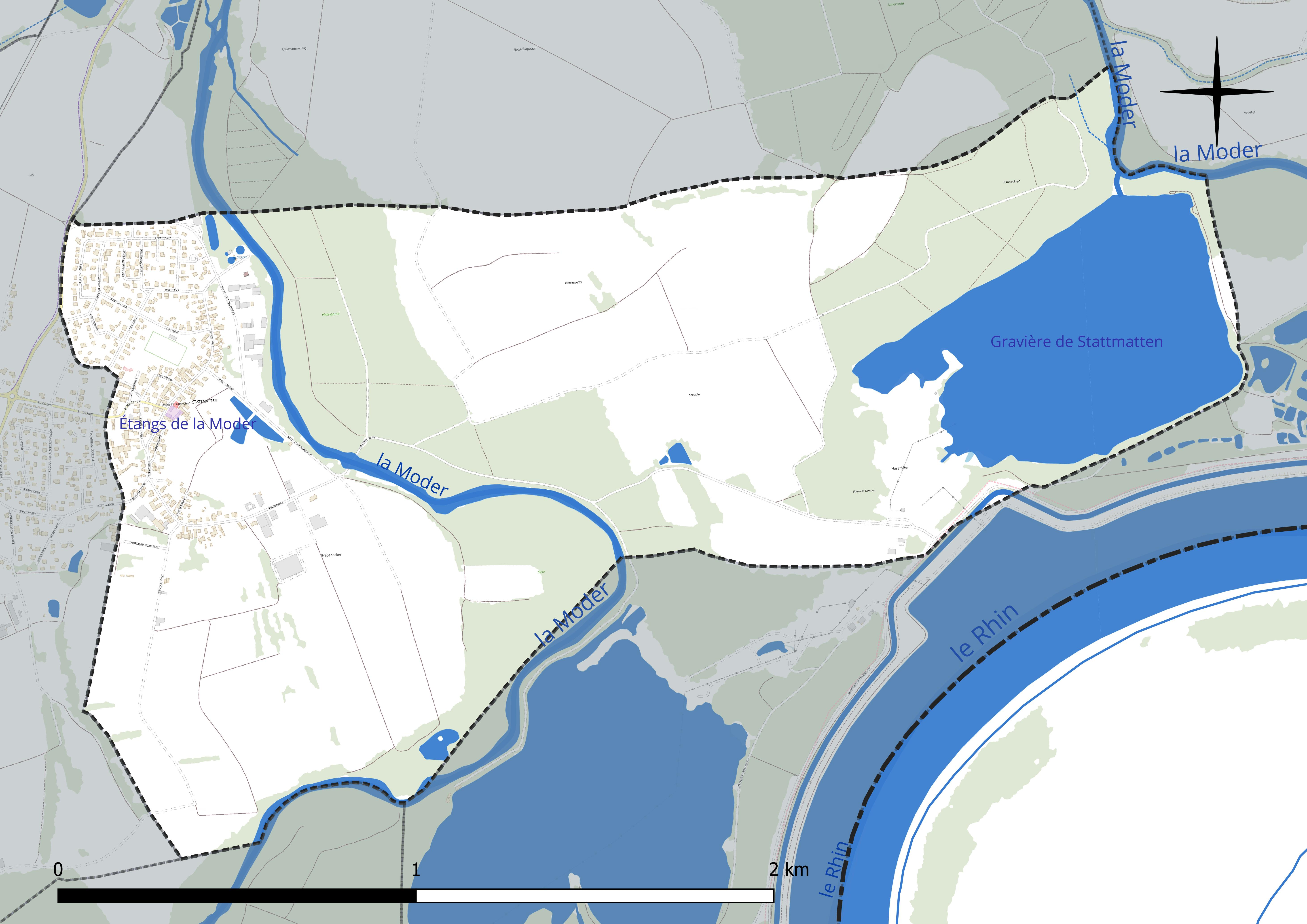
Réseau hydrographique de Stattmatten.

Deux plans d'eau complètent le réseau hydrographique : la gravière de Stattmatten (48,3 ha) et les étangs de la Moder (0,2 ha),.

#### Gestion et qualité des eaux
Le territoire communal est couvert par le schéma d'aménagement et de gestion des eaux (SAGE) « Ill Nappe Rhin ». Ce document de planification concerne la nappe phréatique rhénane, les cours d'eau de la plaine d'Alsace et du piémont oriental du Sundgau, les canaux situés entre l'Ill et le Rhin et les zones humides de la plaine d'Alsace. Le périmètre s’étend sur 3 596 km2. Il a été approuvé le 17 janvier 2005. La structure porteuse de l'élaboration et de la mise en œuvre est la région Grand Est. 
La qualité des cours d’eau peut être consultée sur un site dédié géré par les agences de l’eau et l’Agence française pour la biodiversité. 

### Climat
Pour des articles plus généraux, voir Climat du Grand Est et Climat du Bas-Rhin.
En 2010, le climat de la commune est de type climat des marges montargnardes, selon une étude du Centre national de la recherche scientifique s'appuyant sur une série de données couvrant la période 1971-2000. En 2020, Météo-France publie une typologie des climats de la France métropolitaine dans laquelle la commune est exposée à un climat semi-continental et est dans la région climatique  Alsace, caractérisée par une pluviométrie faible, particulièrement en automne et en hiver, un été chaud et bien ensoleillé, une humidité de l’air basse au printemps et en été, des vents faibles et des brouillards fréquents en automne (25 à 30 jours). 
Pour la période 1971-2000, la température annuelle moyenne est de 10,7 °C, avec une amplitude thermique annuelle de 17,9 °C. Le cumul annuel moyen de précipitations est de 859 mm, avec 10,6 jours de précipitations en janvier et 10,1 jours en juillet. Pour la période 1991-2020, la température moyenne annuelle observée sur la station météorologique de Météo-France la plus proche, « Preuschdorf », sur la commune de Preuschdorf à 22 km à vol d'oiseau, est de 11,3 °C et le cumul annuel moyen de précipitations est de 834,2 mm. 
La température maximale relevée sur cette station est de 39,8 °C, atteinte le 4 juillet 2015 ; la température minimale est de −19,9 °C, atteinte le 8 janvier 1985,,. 
Les paramètres climatiques de la commune ont été estimés pour le milieu du siècle (2041-2070) selon différents scénarios d'émission de gaz à effet de serre à partir des nouvelles projections climatiques de référence DRIAS-2020. Ils sont consultables sur un site dédié publié par Météo-France en novembre 2022.

## Urbanisme

### Typologie
Au 1er janvier 2024, Stattmatten est catégorisée bourg rural, selon la nouvelle grille communale de densité à sept niveaux définie par l'Insee en 2022.
Elle appartient à l'unité urbaine de Sessenheim, une agglomération intra-départementale regroupant deux  communes, dont elle est une commune de la banlieue,,. Par ailleurs la commune fait partie de l'aire d'attraction de Strasbourg (partie française), dont elle est une commune de la couronne,. Cette aire, qui regroupe 268 communes, est catégorisée dans les aires de 700 000 habitants ou plus (hors Paris),.

### Occupation des sols
L'occupation des sols de la commune, telle qu'elle ressort de la base de données européenne d’occupation biophysique des sols Corine Land Cover (CLC), est marquée par l'importance des territoires agricoles (44 % en 2018), en diminution par rapport à 1990 (49,4 %). La répartition détaillée en 2018 est la suivante : 
terres arables (43,9 %), forêts (25 %), eaux continentales (14,5 %), zones urbanisées (13,6 %), mines, décharges et chantiers (2,9 %). L'évolution de l’occupation des sols de la commune et de ses infrastructures peut être observée sur les différentes représentations cartographiques du territoire : la carte de Cassini (XVIIIe siècle), la carte d'état-major (1820-1866) et les cartes ou photos aériennes de l'IGN pour la période actuelle (1950 à aujourd'hui).

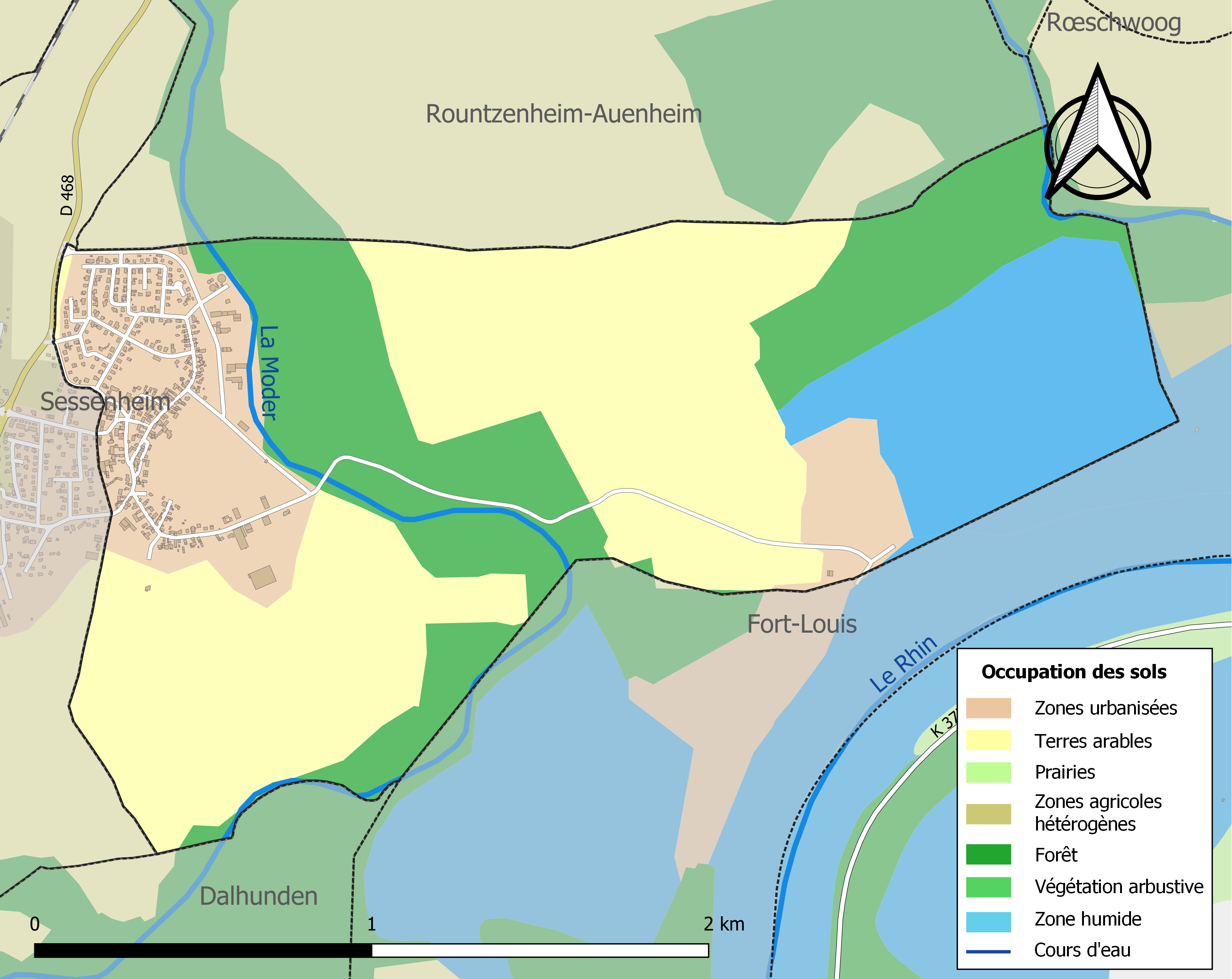
Carte des infrastructures et de l'occupation des sols de la commune en 2018 (CLC).

## Histoire
Ce petit village du Ried du Nord, à l'écart des grands axes routiers, compte actuellement environ 703 habitants. Si les premières archives mentionnant son nom remontent au XIVe siècle, la naissance de Stattmatten devait se situer aux environs du IXe siècle.
En 1359, le village passe avec dix autres communes de l'Uffried aux mains des barons de Fleckenstein.
Une légende transmise par les générations raconte que le village fut fondé par une famille suisse, les Heintzen, qui en longeant le Rhin fut émerveillée par la beauté du site. Elle amarra son bateau près d'une berge, un quai actif près d'une prairie verdoyante (Statt en den matten) et finit par s'y établir définitivement.
L'histoire de la bourgade est étroitement liée à celle du Rhin, frontière naturelle et zone de passage des gens de guerre. Stattmatten faillit disparaitre comme d'autres villages dans les méandres des pillages, mises à sac et autres horreurs de guerre. Celle de Trente Ans (1618-1648) fut la plus meurtrière et rares furent les familles qui survécurent en se réfugiant sur les îles du Rhin.
Lors de la guerre de Succession d'Espagne (1701-1714), le maréchal de Villars, commandant les troupes du roi de France livra en 1706 une bataille importante contre les armées du prince de Bade qui lui permit entre autres de prendre le tête du pont du Rhin à Stattmatten. Lors de l'extinction  de la lignée mâle des Fleckenstein en 1720, le village passa jusqu'à la Révolution aux mains ducCardinal Rohan Soubise. La population de Statmatten a payé un lourd tribut lors des deux guerres mondiales. Dans les siècles passés, la plupart des habitants vivaient de la pêche, de la batellerie et de l'agriculture. On rencontre également quelques orpailleurs qui restent en mémoire par les surnoms familiers (Hofname) tels que Goldriecke ou Goldschaengel. La réforme protestante fut instaurée en 1543.

## Politique et administration
| Période                                  | Période  | Identité            | Étiquette | Qualité |
| ---------------------------------------- | -------- | ------------------- | --------- | ------- |
| mars 2001                                | Mai 2020 | René Bondoerffer    |           |         |
| mai 2020                                 | En cours | Jean-Jacques Merkel |           |         |
| Les données manquantes sont à compléter. |          |                     |           |         |

## Démographie
L'évolution du nombre d'habitants est connue à travers les recensements de la population effectués dans la commune depuis 1793. Pour les communes de moins de 10 000 habitants, une enquête de recensement portant sur toute la population est réalisée tous les cinq ans, les populations de référence des années intermédiaires étant quant à elles estimées par interpolation ou extrapolation. Pour la commune, le premier recensement exhaustif entrant dans le cadre du nouveau dispositif a été réalisé en 2004.

En 2022, la commune comptait 756 habitants, en évolution de +9,41 % par rapport à 2016 (Bas-Rhin : +3,17 %, France hors Mayotte : +2,11 %).
| 1793 | 1800 | 1806 | 1821 | 1831 | 1836 | 1841 | 1846 | 1851 |
| ---- | ---- | ---- | ---- | ---- | ---- | ---- | ---- | ---- |
| 293  | 234  | 291  | 474  | 479  | 456  | 455  | 466  | 420  |

| 1856 | 1861 | 1866 | 1871 | 1875 | 1880 | 1885 | 1890 | 1895 |
| ---- | ---- | ---- | ---- | ---- | ---- | ---- | ---- | ---- |
| 388  | 375  | 371  | 360  | 367  | 342  | 333  | 339  | 368  |

| 1900 | 1905 | 1910 | 1921 | 1926 | 1931 | 1936 | 1946 | 1954 |
| ---- | ---- | ---- | ---- | ---- | ---- | ---- | ---- | ---- |
| 362  | 379  | 419  | 397  | 378  | 407  | 412  | 384  | 354  |

| 1962 | 1968 | 1975 | 1982 | 1990 | 1999 | 2004 | 2006 | 2009 |
| ---- | ---- | ---- | ---- | ---- | ---- | ---- | ---- | ---- |
| 339  | 375  | 423  | 544  | 570  | 598  | 646  | 657  | 677  |

| 2014 | 2019 | 2022 | - | - | - | - | - | - |
| ---- | ---- | ---- | - | - | - | - | - | - |
| 694  | 740  | 756  | - | - | - | - | - | - |

## Économie
Depuis 2011, le village de Stattmatten accueille un coiffeur. Le village a aussi à sa portée deux stades de football, un terrain de paintball, et un centre équestre.

## Culture locale et patrimoine

### Lieux et monuments
La commune a la particularité de ne pas avoir d'église.

### Héraldique
| Blason de Stattmatten | Blason  | De sinople à la croix d'argent, chargée en cœur d'un tourteau du champ. |
| Blason de Stattmatten | Détails |                                                                         |